# Julia Spetsmark
Julia Spetsmark (født 30. juni 1989) er en svensk fodboldspiller, der fra 1. januar 2018 spiller for den amerikanske klub North Carolina Courage i NWSL. Hun har tidligere spillet for KIF Örebro DFF i Damallsvenskan. Hun fik debut for Sveriges fodboldlandshold den 21. oktober 2016 i en venskabskamp mod Iran, som Sverige vandt 7-0.

## Hæder
KIF Örebro DFF
Toer
- Damallsvenskan: 2014